# Suzanne Savale
Pour les articles homonymes, voir Savale.
Suzanne Savale, née le 7 octobre 1904 à Darnétal en Seine-Maritime, morte le 6 septembre 1952 à Rouen, est une résistante française. 
Elle est une des premières membres du groupe de Résistance Cohors-Asturies, dont elle devient membre de l'équipe dirigeante pour la Normandie. Elle recherche des renseignements, participe aux filières pour les aviateurs alliés et les clandestins. Elle fabrique des faux papiers avec un assistant. 
Arrêtée à cause des faux papiers qu'elle a fabriqués, torturée, elle ne parle pas mais est condamnée à mort. Sa peine étant commuée, elle est déportée « Nuit et brouillard » au camp de Ravensbrück puis à celui de Mauthausen. Libérée épuisée, elle meurt sept ans plus tard.

## Biographie
Suzanne Le Blond naît le 7 octobre 1904 à Darnétal, en Seine-Maritime. Elle est élevée au sein d'une famille aisée. Elle épouse à 17 ans en 1921 Henri Savale, ancien combattant de la Première Guerre mondiale, comptable puis économe des hospices de Rouen.
Lors de la Seconde Guerre mondiale, Suzanne et Henri Savale entrent tous les deux dans la Résistance. Ils adhèrent à un réseau de résistance en cours de formation en avril 1942, le réseau Cohors, appelé plus tard Cohors-Asturies.
Ils recherchent des renseignements sur les occupants, et s'occupent des aviateurs alliés dont l'avion a été abattu, ainsi que des jeunes voulant rejoindre la Résistance. Ils aident également les agents anglais et français en mission.
À partir de février 1943, Suzanne Savale fabrique des faux papiers pour les réfractaires au Service du travail obligatoire (STO). Elle est assistée par Michel Corroy un membre de leur réseau qui est le secrétaire du commissariat de police.
Suzanne Savale remet le 24 mai 1943 des faux papiers à un instituteur qui, arrêté et battu, livre son nom ainsi que celui de son responsable. Informée de l'arrestation et des risques, elle préfère cependant rester à son poste pour mettre au net ses affaires en cours, faire détruire des documents, et prévenir tous ceux qu'elle peut.
Elle est arrêtée le 29 mai 1943, en même temps que le chef du groupe normand du réseau, Césaire Levillain,. Michel Corroy est arrêté deux jours plus tard ; avec cette triple arrestation, toute l'équipe dirigeante de la branche normande du réseau est anéantie.
Suzanne Savale est successivement interrogée et torturée à Biarritz, au fort du Hâ à Bordeaux, puis à Rouen, mais parvient à ne pas parler. Elle est condamnée à mort le 26 février 1944 en même temps que son assistant Michel Corroy et son responsable Césaire Levillain. Ceux-ci sont fusillés le 4 mars suivant ; le même jour, Suzanne Savale apprend que sa peine est commuée en déportation,.

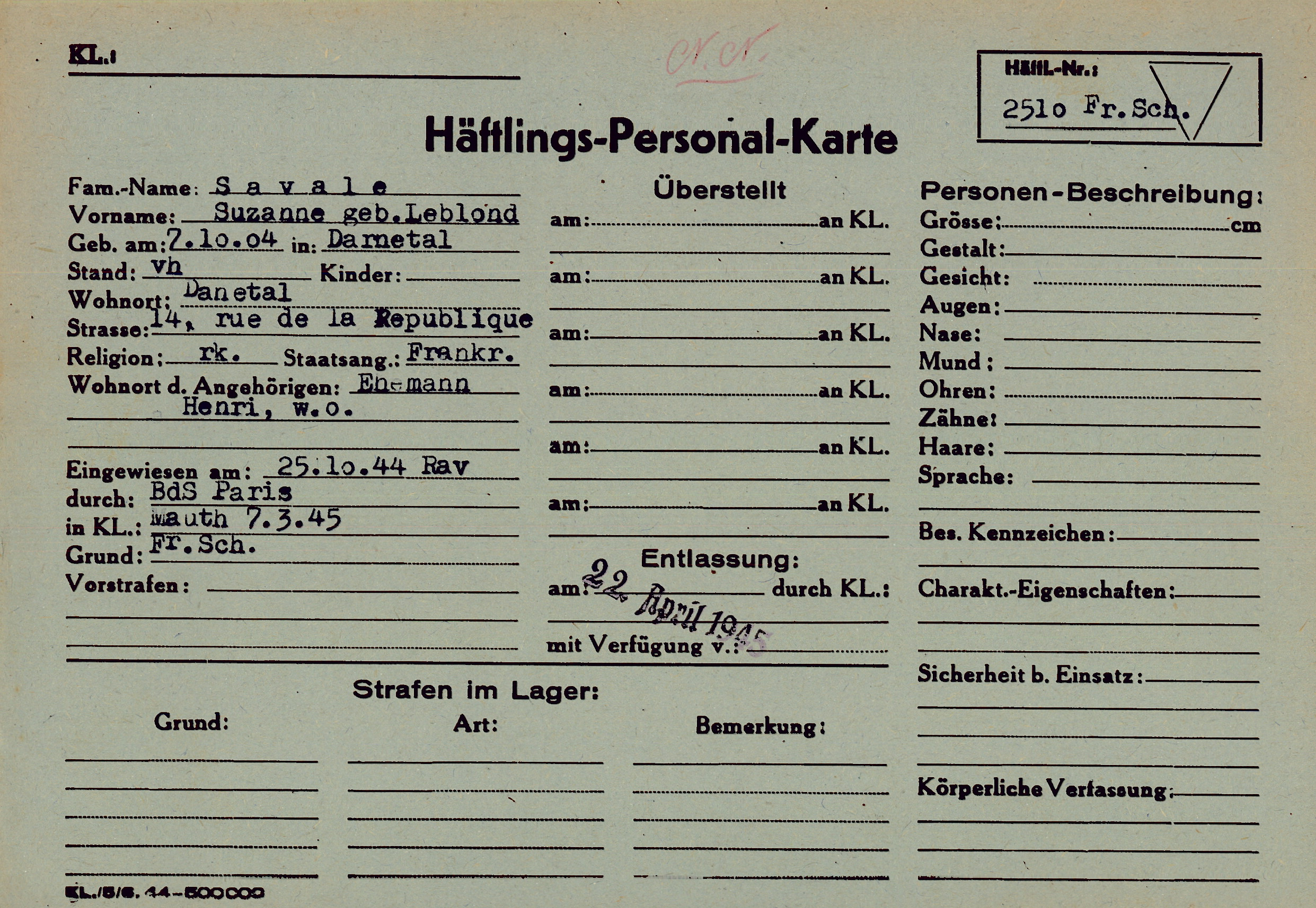
Carte d'enregistrement de Suzanne Savale lors de son arrivée à Mauthausen.

Classée « Nuit et brouillard », elle est emprisonnée à Fresnes puis acheminée au camp de Ravensbrück où elle parvient le 7 octobre 1944. Elle y découvre « l'enfer sur terre ». Transférée le 7 mars 1945 au camp de Mauthausen, elle en est libérée le 27 avril. Elle ne pèse plus que 35 kilos. Rapatriée peu après en France, à Rouen, elle veut reprendre une vie normale mais ne se remet pas des tortures qu'elle a subies.
Malgré son épuisement, elle écrit entre fin avril et juin 1945 un cahier de témoignage, qui est un des rares documents écrits si tôt après la libération des camps.
Elle écrit également un mémoire où elle raconte son arrestation et sa déportation. Mentionnant en détail les différentes étapes des interrogatoires qu'elle a subis. 
Elle est chevalier de la Légion d'honneur, titulaire de la croix de Guerre 1939-1945 et médaillée de la Résistance.
Elle meurt à Rouen le 6 septembre 1952, à l'hôpital de la ville, à cause des sévices qu'elle a subis en prison et dans les camps. Elle est inhumée à Darnétal, sa ville natale.

## Hommages et distinctions

### Décorations
- Chevalier de la Légion d'honneur ;
- Croix de guerre 1939–1945 ;
- Médaille de la Résistance française (décret du 15 octobre 1945)[16].

### Autres hommages
- École Suzanne Savale, à Darnétal, Seine-Maritime.
- Rue Suzanne-Savale, Le Grand-Quevilly, Seine-Maritime.
- Rue Suzanne-Savale, Saint-Lô, Manche.